# Присамарский
Присамарский — посёлок в Бузулукском районе Оренбургской области. Входит в состав Красногвардейского сельсовета.

## История
В 1966 г. Указом Президиума ВС РСФСР поселок фермы № 2 совхоза «Красногвардеец» переименован в Присамарский.

## Население
| 2003 | 2010 |
| ---- | ---- |
| 238  | ↘212 |